# Rada Zamówień Publicznych
Rada Zamówień Publicznych – organ doradczy i opiniujący przy Prezesie Urzędu Zamówień Publicznych powołany na podstawie nieobowiązującej już ustawy z dnia 29 stycznia 2004 r. Prawo zamówień publicznych.
Rada w zakresie swoich działań w szczególności:
- wyraża opinie w szczególnie istotnych sprawach systemu zamówień, przedstawionych jej przez Prezesa Urzędu;
- opiniuje projekty aktów normatywnych dotyczących zamówień;
- opiniuje roczne sprawozdania Prezesa Urzędu o funkcjonowaniu systemu zamówień;
- ustala zasady etyki zawodowej osób wykonujących określone w ustawie Prawo zamówień publicznych zadania w systemie zamówień.

W skład Rady może wchodzić 10–15 członków powoływanych przez ministra właściwego do spraw gospodarki na wniosek klubów parlamentarnych, ogólnokrajowych organizacji samorządu terytorialnego, ogólnokrajowych organizacji przedsiębiorców oraz Rady Dialogu Społecznego.
 Artykuł uwzględnia ograniczony pod względem terytorialnym stan prawny na 9 stycznia 2017. Zapoznaj się z zastrzeżeniami dotyczącymi pojęć prawnych w Wikipedii.